# William Walrond, 2. Baron Waleran
William George Hood Walrond, 2. Baron Waleran (* 30. März 1905 in Mayfair, London; † 4. April 1966 in Westminster, London) war ein britischer Peer, Offizier und Autorennfahrer.

## Leben
Er war der ältere Sohn des Unterhausabgeordneten Hon. William Walrond (1876–1915), Sohn des William Walrond, 1. Baron Waleran, und der Hon. Charlotte Coats (1881–1966), Tochter des George Coats, 1. Baron Glentanar.
Er besuchte das Eton College und studierte am Trinity College der Universität Oxford. Beim Tod seines Großvaters väterlicherseits erbte er 1925 dessen Adelstitel als 2. Baron Waleran und 3. Baronet, of Bradfield and of Newcourt. Von Dezember 1925 bis August 1926 diente er als Second Lieutenant der 6th (Royal Devon Yeomanry) Field Brigade. Nachdem er im März 1926 volljährig geworden war, nahm er den mit seinem Baronstitel verbundenen Sitz im House of Lords ein.
Von 1927 bis 1930 fungierte er als Privatsekretär des Generalgouverneurs von Neuseeland Sir Charles Fergusson, 7. Baronet.
Er begeisterte sich für Sportwagenrennen und nahm in den 1930er Jahren als Fahrer an verschiedenen Rennen teil. Bei der Rallye Monte Carlo 1938 wurde er Neunter. Beim 24-Stunden-Rennen von Le Mans 1939 erreichte er zusammen mit seinem Teamkollegen Patrick Mitchell-Thomson, 2. Baron Selsdon, den 4. Platz. Bei Ausbruch des Zweiten Weltkriegs wurden die Rennsportwettbewerbe vorerst eingestellt, nach dem Krieg fuhr er nie wieder ein Rennen.
Während des Zweiten Weltkriegs diente er ab 1940 als Flying Officer der Freiwilligenreserve der Royal Air Force, wurde mehrmals mentioned in despatches und stieg bis 1945 in den Rang eines Squadron Leader auf. 1954 wurde er schließlich zum Wing Commander befördert.
1932 heiratete er in erster Ehe Margaret Patricia Blackader; die Ehe wurde bereits 1934 geschieden. 1936 heiratete er in zweiter Ehe Betty Carr; diese Ehe wurde 1952 geschieden. In dritter Ehe heiratete er 1951 Valantine Anderson. Alle drei Ehen blieben kinderlos.
Da er keine Nachkommen hinterließ und auch sein jüngerer Bruder Hon. John Walrond 1942 kinderlos gestorben war, erloschen seine beiden Adelstitel, als er 1966 starb.

## Motorsport-Statistik

### Le-Mans-Ergebnisse
| Jahr | Team         | Fahrzeug    | Teamkollege  | Platzierung | Ausfallgrund |
| ---- | ------------ | ----------- | ------------ | ----------- | ------------ |
| 1939 | Lord Selsdon | Lagonda V12 | Lord Selsdon | Rang 4      |              |